# 網切
網切（あみきり）是日本流傳的妖怪之一。也叫做網剪。

## 概述
根據鳥山石燕的「畫圖百鬼夜行」(1776)的記載，網切有著鳥喙一般尖尖的嘴，像螃蟹一樣具備強而有力的大螯，像蝦子一樣弓著背。在蚊蟲肆虐的夏季裡，網切會潛入臥房用尖銳的大螯將防蚊的蚊帳剪破。

## 參看
- 日本妖怪列表
- 妖怪煉成陣